# Thekla (Schwester Michaels III.)

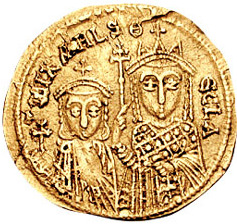
Thekla (rechts) mit ihrem Bruder Michael III. auf dem Revers eines Solidus ihrer Mutter Theodora II.

Thekla (mittelgriechisch Θέκλα, * vermutlich um 822/23; † nach 867 in Konstantinopel) war eine byzantinische Prinzessin.

## Leben
Thekla war wahrscheinlich die älteste Tochter des Kaisers Theophilos und der Theodora. Sie hatte vier Schwestern (Anna, Anastasia, Pulcheria, Maria) und zwei Brüder, den früh verstorbenen Konstantin und den späteren Kaiser Michael III.
Als Theophilos 842 starb, avancierte sie neben ihrer Mutter zur Mitkaiserin und erscheint als solche zusammen mit ihrem jüngeren Bruder auf Münzen. Faktisch führte jedoch der Eunuch Theoktistos die Staatsgeschäfte. Über das Schicksal Theklas nach der Entmachtung Theodoras Ende 855/Anfang 856 durch den Kaisar Bardas existieren unterschiedliche Überlieferungen. Gesichert scheint, dass sie spätestens 858 zusammen mit ihren Schwestern Anna, Anastasia und Pulcheria (Maria war schon um 840 gestorben) ins Gastriakloster in Konstantinopel eintrat. Dort soll Thekla noch gelebt haben, als ihr Bruder 867 von dessen Nachfolger Basileios I. umgebracht wurde (dessen Geliebte sie nach einigen Quellen gewesen sein soll).